# Wyspa Szkota
Wyspa Szkota (ros. остров Шкота) – wyspa o powierzchni 2,6 km² w Zatoce Piotra Wielkiego na Morzu Japońskim, 20 km na południe od Władywostoku, należy do Archipelagu Cesarzowej Eugenii.
Nazwana na cześć kapitana korwety Amerika, Nikołaja Szkota.